# Herb gminy Brzozie
Herb gminy Brzozie – jeden z symboli gminy Brzozie, autorstwa Krzysztofa Mikulskiego i Lecha-Tadeusza Karczewskiego, ustanowiony 8 grudnia 2015.

## Wygląd i symbolika
Herb przedstawia na tarczy w polu czarnym głowę jelenia z profilu czerwoną ponad belką brzozową w barwie naturalnej o pięciu liściach zielonych, trzech w górę, dwóch w dół na przemian.